# القفز إلى الاستنتاجات
القفز إلى الاستنتاجات (بالإنجليزية: Jumping to conclusions)‏ ويُعرف رسمياً باسم تحيز الاستنتاج القافز (بالإنجليزية: jumping conclusion bias)‏ هو مصطلح نفسي يُشير إلى عقبة في التواصل، حيث يقرر الشخص شيء ما أو يحكم على شيء ما دون أن يكون ملما بكل الحقائق المتعلقة به؛ ليصل إلى استنتاجات غير مضمونة. فكأنه يري بعض جوانب الموضوع، ليقفز بعدها إلي استنتاج متسرع غير مبني علي دراسة كافة جوانب الموضوع. بعبارة أخرى، هو فشل الشخص في التمييز بين ما يلاحظه مباشرة من ما استنتجه أو افترضه فقط. ولأن القفز إلى الاستنتاج ينطوي على اتخاذ قرارات دون الحصول على معلومات كافية للتأكد من صحة القرار، فإن هذا بالضرورة يمكن أن يؤدي إلى قرارات سيئة.